# Michele Puddu
Michele Puddu (Cagliari, 29 settembre 1922 – Roma, 4 giugno 1944) è stato un militare e poliziotto italiano, guardia ausiliaria della Polizia dell'Africa Italiana (PAI), morto durante la liberazione di Roma nel corso della seconda guerra mondiale.

## Biografia
Nato a Cagliari nel 1922, Michele Puddu prestava servizio come guardia ausiliaria nella 13ª Compagnia della Colonna "Cheren" della Polizia dell'Africa Italiana.
Il 4 giugno 1944, durante la liberazione della Capitale, le unità della PAI furono incaricate di mettere in salvo le proprie camionette per evitarne la cattura da parte delle truppe tedesche e della Repubblica Sociale Italiana, in ritirata da Roma. Durante l'operazione, il convoglio guidato dal tenente ausiliario Carlo Pettini ingaggiò scontri armati con militari nemici e fu costretto a cambiare percorso verso via Nazionale.
Giunti nella via, contemporaneamente all'arrivo delle truppe statunitensi, una delle camionette della PAI — a bordo della quale si trovavano il tenente Pettini e le guardie Savino De Ponzio, Michele Puddu, Luciano Buccheri, Luigi Scorza e Angelo Aurelio Perotti — fu colpita da un colpo di cannone esploso da un carro armato americano. Gli statunitensi, allarmati dai colpi d’arma da fuoco precedenti e ignari dell’identità degli occupanti, scambiarono il mezzo per una minaccia nemica. L'impatto uccise tutti gli occupanti del veicolo.